# Залізниця Казахстан — Туркменістан — Іран
Залізниця Казахстан — Туркменістан — Іран міжнародного транспортного коридору «Північ — Південь» — залізниця, побудована в 2009–2014 роках в Центральній Азії, що зв'язує Казахстан, Туркменістан і Іран. Залізниця створила додаткові шляхи, що зв'язують Казахстан, центральні райони Росії з Туркменістаном, Іраном, країнами Перської затоки, Південної та Південно-Східної Азії і дозволяє збільшити транзитний вантажний і пасажиропотік, зменшує витрати на перевезення, заощаджує час подорожі і викликає економічне зростання в регіонах, по яких проходить залізниця, через збільшене транспортний рух і забезпечення доступності сільських районів.
Пролягає від станції Бейнеу в Казахстані до станції Горган в Ірані. Дільниця від ст. Бейнеу до ст. Узень була збудована ще за радянських часів.

## Історія будівництва

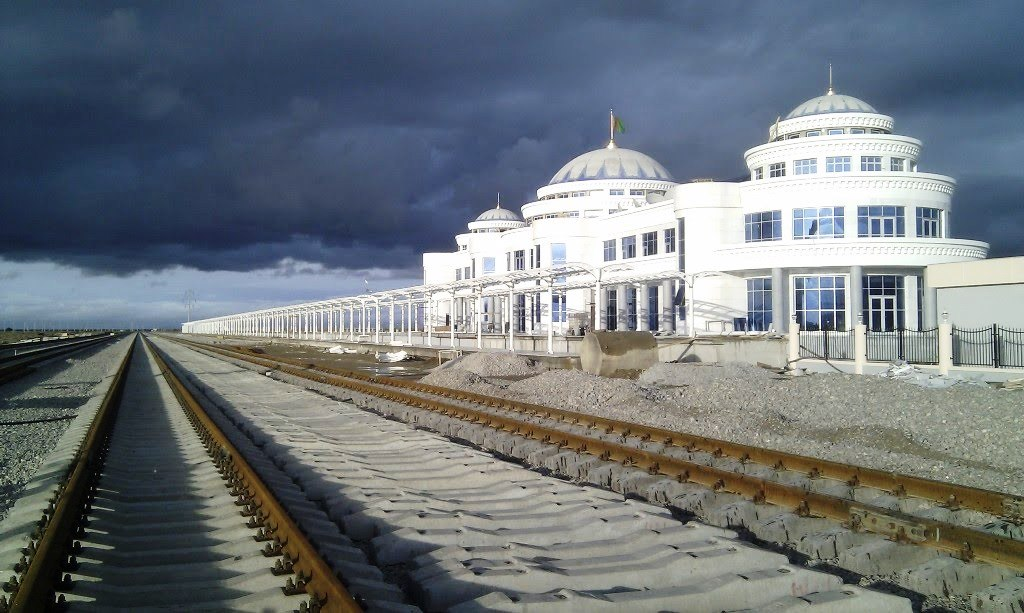
Залізнична станція Берекет

У 2007 між Казахстаном, Туркменістаном та Іраном було підписано тристоронню міжурядову угоду про будівництво лінії Жанаозен — Гизилгая — Берекет — Етрек — Горган з подальшим виходом на мережу російських залізниць, що скоротить маршрут на 600 км.
У 2009 році країни приступили до будівництва.

### Ділянка Казахстан— Туркменістан
У листопаді 2011 року було завершено будівництво казахстанської дільниці.. Відкриття лінії було заплановано на 2012 рік.. Але будівництво туркменської ділянки на цей час не було завершено
11 травня 2013 відбулося урочисте відкриття прикордонного переходу Болашак (Казахстан) — Серхетяка (Туркменістан).
На казахстанській дільниці були також відкриті станції: Бастау, Акбобек, Бопай, Тайгир, Курмаш, Бестортколь.

### Ділянка Туркменістан— Іран
У вересні 2012 року з низки економічних причин був розірваний контракт з іранською компанією «Парс енерджі», яка будувала туркменську дільницю Берекет-Етрек.
У травні Іран запросив Киргизстан приєднатися до будівництва залізниці.
27 травня 2013 було відкрито іранську дільницю Горган — Інче-Барун, завдовжки 88 км. У червні було підписано договір на будівництво 13 залізничних мостів на туркменській дільниці Берекет — Етрек, яку планувалося завершити в серпні 2014 року.
У червні 2013 року президент Туреччини Абдулла Гюль заявив що Туреччина готова приєднатися до транспортного коридору Іран-Туркменістан-Казахстан.
23 серпня 2014 року було завершено будівництво туркменської дільниці залізниці.
3 грудня 2014 року відбулася урочиста церемонія відкриття залізничної магістралі «Північ — Південь».

## Фінансове забезпечення будівництва
Частину північного туркменського відрізка (Берекет — Гизилгая — Серхетяка) залізниці (тільки електропостачання, сигналізація і телекомунікації) частково (75%) профінансував Азійський банк розвитку, у розмірі $ 225 млн. Інший відрізок міжнародної залізниці на території Туркменістану (Берекет — Етрек) будувався за рахунок кредиту в розмірі $ 371 млн, наданого Ісламським банком розвитку.
Вартість будівництва казахстанської дільниці склала 65 млрд тенге ($ 430 млн).
На будівництво іранського відрізка Горган — Інче-Барун знадобилося 10 місяців і $106 млн.